# Batalla de Lechfeld
La batalla de Lechfeld, también llamada batalla del río Lech y comúnmente conocida en húngaro como la batalla de Augsburgo (augsburgi csata) (10 de agosto de 955), fue un decisivo encuentro armado que enfrentó a los húngaros, comandados por el harka Bulcsú y sus lugartenientes Lehel y Súr, con el ejército del futuro emperador germánico Otón I el Grande que gracias a esta victoria recibiría los apoyos necesarios para conseguir la autoridad imperial, desaparecida a la muerte de Lotario. El campo de batalla (Lechfeld) se ubica al noroeste de la actual Augsburgo, en una llanura junto al río Lech. La batalla concluyó con la aplastante victoria del rey germánico, quien había hecho las paces con los otros príncipes y luego reunido un gran ejército. La batalla significó el fin de las incursiones húngaras en la Europa Central.
Para hacer frente a la invasión de los magiares, Otón había logrado reunir un ejército de ocho mil hombres. Las tropas imperiales estaban divididas en ocho divisiones de caballería pesada, de unos mil hombres cada una, con la siguiente composición "nacional": tres de Baviera, dos de Suabia, una de Franconia, cuyos hombres habían sido recientemente derrotados por las tropas sajonas del emperador, y una de Bohemia bajo el mando del príncipe Boleslav. La octava división, comandada por el emperador Otón I el Grande y levemente más grande que las otras, incluía a sajones, turingios y a la guardia personal del rey.

## Antecedentes de la batalla

### Período de Francia Oriental

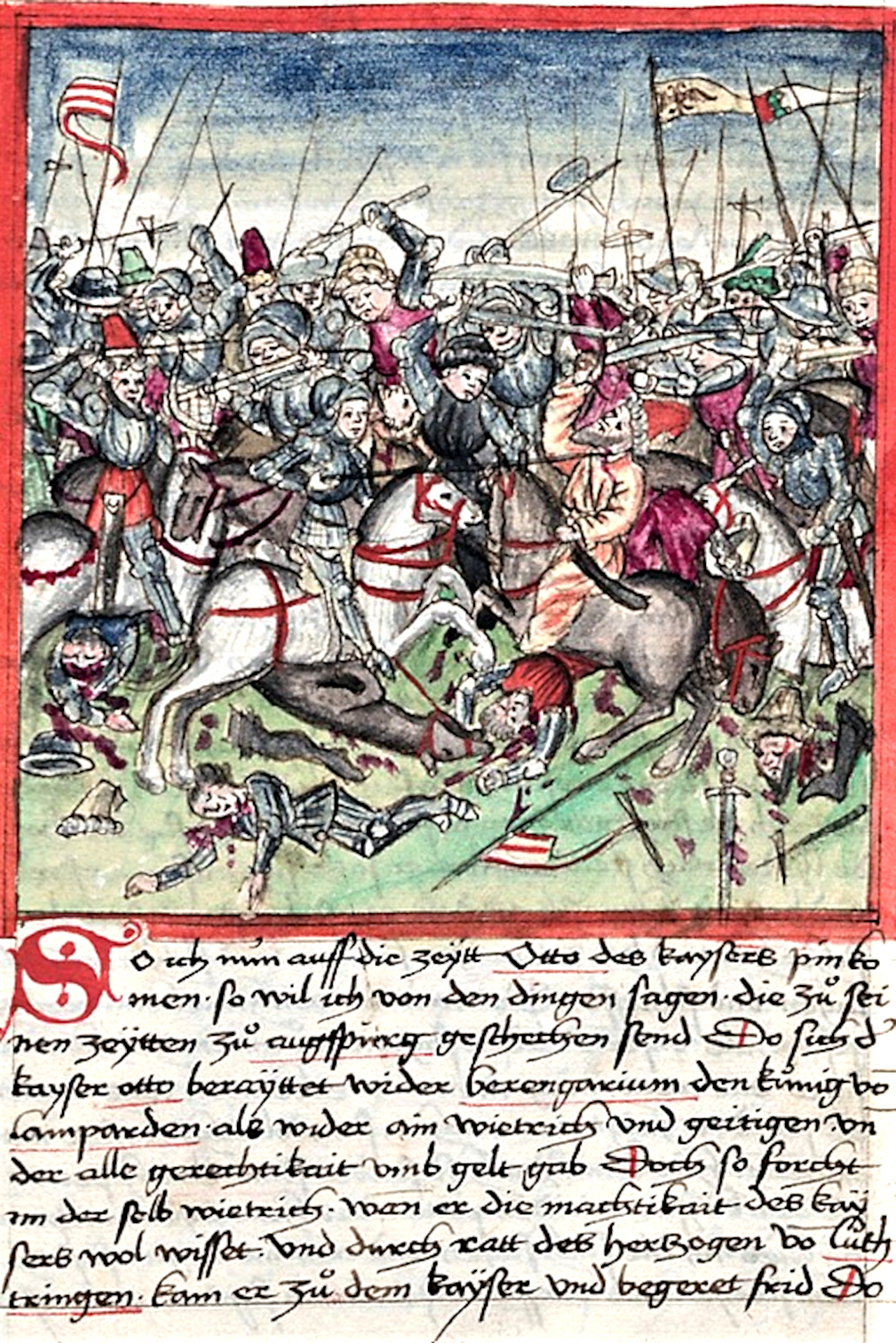
Ilustración elaborada en 1457 por Hektor Mülich (1415-1490).

Las invasiones de los húngaros paganos del Principado de Hungría se extendieron por toda Europa luego de su llegada desde Asia en 896. Los húngaros saquearon e incendiaron aldeas de los Estados germánicos durante casi un siglo y derrotaron en incontables batallas abiertas a sus enemigos francos. En 907, se libró la batalla de Bratislava, en 908 la batalla de Eisenach, en 910 la  primera batalla de Lechfeld, la batalla de Puchen en 919, y posteriormente los magiares también cruzaron el río Rin y atacaron Burgundia, probando ser una amenaza difícil de contener. Más tarde tuvo lugar una de sus primeras grandes derrotas en la batalla de Merseburgo, donde el rey Enrique I el Pajarero los vencería hábilmente.

### Período otónico
La victoria del emperador Otón I el Grande, renovador del Sacro Imperio de la Dinastía Sajona, emperador después de un largo interregno, llegó en un momento crítico. Muchas décadas de vandalismo de los magiares sobre Germania e Italia habían destacado la incapacidad de los anteriores reyes carolingios de Francia Orientalis e Italia de contener el Principado de Hungría. Por otra parte, como un nuevo hecho, las tribus húngaras estaban demostrando una adopción parcial de técnicas avanzadas de guerra occidentales con la utilización de máquinas de asedio para atacar las murallas de Augsburgo los días anteriores a la batalla de Lechfeld. Para las ciudades fortificadas, estas innovaciones bélicas suponían una amenaza mucho mayor que simples expediciones en búsqueda de botines fáciles.
La invasión de los magiares llegó en el momento en el que Otón acababa de poner fin a una rebelión en Franconia. Había algunas revueltas en el norte, indicio del malestar entre los eslavos del Bajo Elba, así que Otón tuvo que dejar la mayor parte de sus tropas sajonas en su Ducado Nacional de Sajonia.

## La batalla
Otón convocó a unos ocho mil hombres para luchar contra la invasión. Las tropas imperiales estaban divididas en ocho legiones (divisiones) de caballería pesada, de unos mil hombres cada una, con la siguiente composición "nacional": tres de Baviera, dos de Suabia, una de Franconia (cuyos hombres habían sido recientemente derrotados por las tropas sajonas del emperador) y una de Bohemia bajo el mando del príncipe Boleslav. La octava división, comandada por el propio emperador Otón I el Grande y levemente más grande que las otras, incluía a sajones, turingios y a la guardia personal del rey.
Los magiares cruzaron el río pensando que su carga sería irresistible, pero los caballerós del ejército de Otón permanecieron impasibles. Desalentados, cruzaron el río en desorden y sus pérdidas fueron enormes.

## Consecuencias de la batalla
Luego de la batalla, Enrique I, duque de Baviera haría ahorcar a los caudillos húngaros Bulcsú, Súr y Lehel en Ratisbona. Una victoria húngara en Augsburgo hubiera abierto una nueva y peligrosa fase del conflicto para el Sacro Imperio Romano Germánico, donde no estarían seguras las ciudades fortificadas del Imperio. Después de la muerte de los principales líderes, y probablemente del Gran Príncipe húngaro Falicsi, el Principado de Hungría cambiaría de mando y Taksony sería elegido jefe supremo (quien también era descendiente del Gran Príncipe Árpad). Taksony comenzó el proceso de sedentarización y procuraría establecer relaciones pacíficas con el emperador germánico. Su bisnieto sería San Esteban I de Hungría.

## Leyenda del cuerno de Lehel

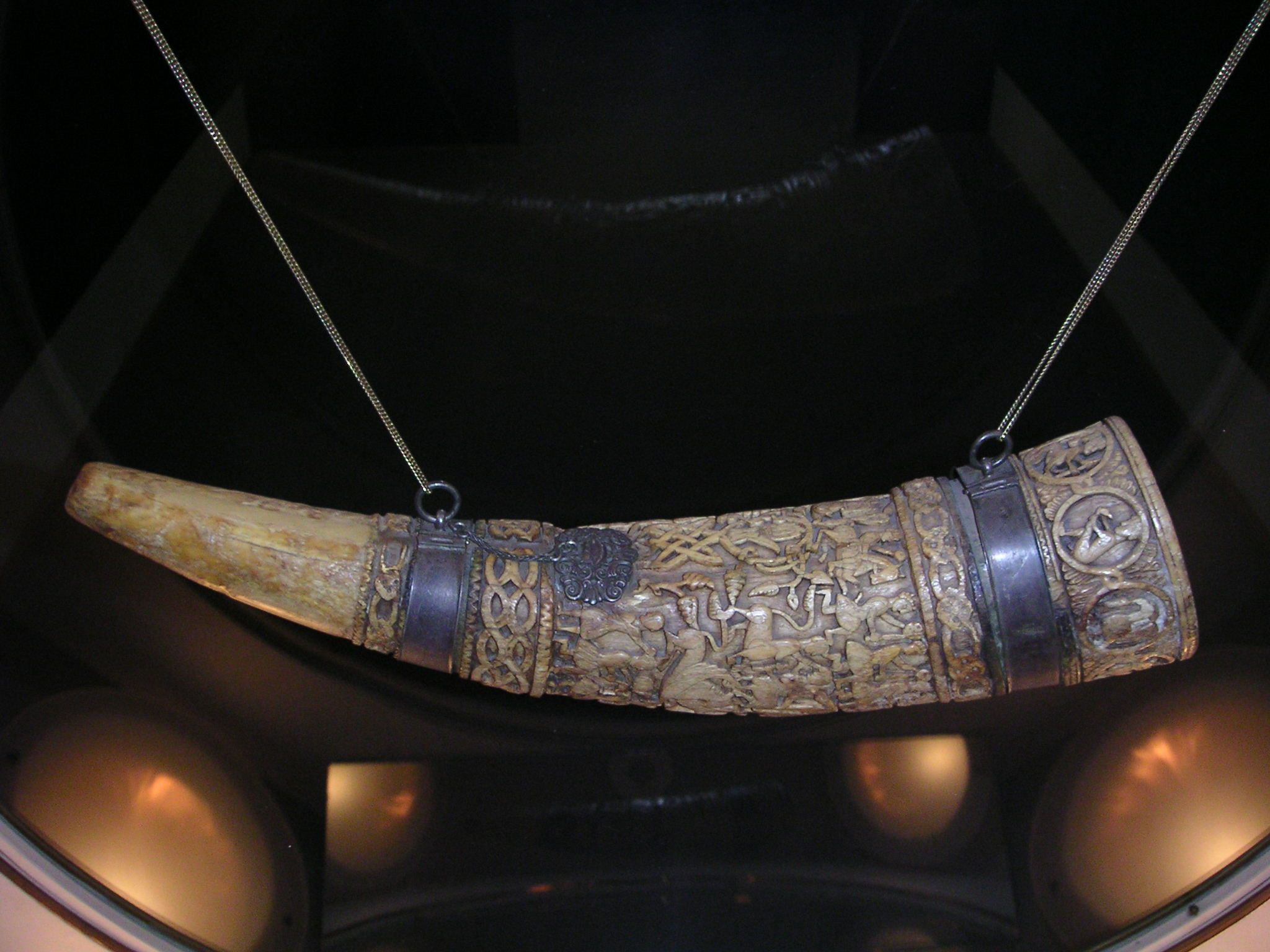
El Cuerno de Lehel, exhibido en el museo de Jászberény, Hungría.

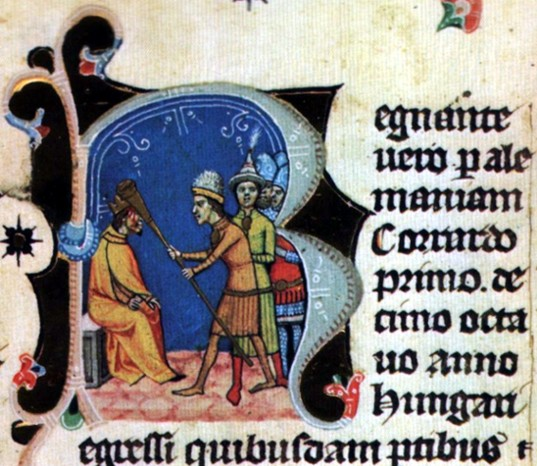
Lehel golpeando con su cuerno de batalla a Conrado, imagen de la Crónica Ilustrada húngara,.

Según las crónicas húngaras, al final de la batalla de Lechfeld, el jefe germánico hizo traer a los húngaros cautivos y les preguntó por su última voluntad antes de ser ejecutados. Lehel, el caudillo húngaro, le amenazaría insistiendo en que los húngaros serían la venganza de Dios contra los germánicos y que le permitiese soplar por su cuerno de batalla antes de morir. Según la leyenda, probablemente este jefe germánico habría sido Conrado el Rojo de Lorena, quien haría entregar de inmediato el cuerno de batalla a Lehel. Repentinamente, el caudillo húngaro antes de soplar atestó un fuerte golpe en la cabeza del germánico y lo mató. Si bien investigaciones posteriores revelarían que Conrado moriría cuando una flecha le atravesó el cuello el 10 de agosto durante la batalla de Lechfeld, según el cronista medieval Viduquindo de Corvey. La certeza de la causa de la muerte de Conrado aún es dudosa, pero en efecto, el escrito medieval húngaro sobre la leyenda habría servido para levantar la moral de la nación luego de la derrota de Lechfeld en 955.